# Alexander Keen
 (février 2024).
Pour les articles homonymes, voir Keen.
Alexander « Honey » Keen, nom de scène d'Alexander Kühn (né le 19 novembre 1982 à Rüsselsheim am Main) est un mannequin allemand et participant à des émissions de télé-réalité.

## Biographie
Après l'abitur à Rüsselsheim, Keen part en Australie pour travailler et voyager pendant six mois. Il étudie ensuite à l'université des sciences appliquées d'Avans aux Pays-Bas et obtient un Bachelor of business administration. Il étudie ensuite 18 mois à l'université de Northumbria, où il a obtenu un bachelor ès arts en gestion des affaires internationales. Il travaille ensuite comme consultant en gestion.
Il travaille comme mannequin alors qu'il est encore étudiant. En 2014, il décide de travailler à temps plein comme mannequin. En 2015, il a défilé à la Berlin Fashion Week pour la marque turque Nian. En novembre 2015, il remporte le concours de beauté pour le titre de Mister Hessen. Le 12 décembre 2015, il participe à l'élection de Mister Germany. Selon ses propres déclarations, on lui a demandé de réaliser une vidéo de casting pour l'émission télévisée Der Bachelor. Il apparaît ensuite en 2016 en tant qu'ami de Kim Hnizdo, la future gagnante de l'émission télévisée Germany's Next Topmodel. La séparation a lieu avant la fin de la saison. Il a un fils (né en 2008) issu d'un mariage qui dura quatre ans.
En janvier 2017, il participe à la 11e saison de Ich bin ein Star – Holt mich hier raus! et prend la septième place. En avril 2017, il travaille pour la chaîne de voyage Sonnenklar.TV (de) et fait des reportages dans différents pays. Fin août 2017, Keen sort un single The Monday.
Après s'être retiré de la scène publique, Keen travaille dans un studio de fitness à Francfort-sur-le-Main depuis 2019.